# Protesilaus glaucolaus
Espèce
Protesilaus glaucolaus est une espèce d'insectes lépidoptères (papillons) de la famille des Papilionidae, de la sous-famille des Papilioninae et du genre Protesilaus.

## Taxonomie
Protesilaus glaucolaus a été décrit par Henry Walter Bates en 1864 sous le nom de Papilio glaucolaus.
Synonyme : Eurytides glaucolaus.

### Sous-espèces
- Protesilaus glaucolaus glaucolaus ; présent à Panama, au Costa Rica et au Venezuela
- Protesilaus glaucolaus leucas (Rothschild & Jordan, 1906) ; présent au Venezuela, au Pérou et au Brésil.
- Protesilaus glaucolaus melaenus (Rothschild & Jordan, 1906) ; présent en Colombie[1].

### Noms vernaculaires
Protesilaus glaucolaus glaucolaus se nomme Glaucolaus Swallowtail ou Bates' Swordtail en anglais,.

## Description
Protesilaus glaucolaus est un grand papillon blanc orné de fines lignes marron, caractérisé par, sur chaque aile postérieure une très grande queue et une lunule rouge en position anale.

## Écologie et distribution
Il est présent à Panama, au Costa Rica, en Colombie, Venezuela, au Pérou et au Brésil,.

### Biotope
Protesilaus glaucolaus réside dans la forêt tropicale humide entre 100 m et 800 m d'altitude.

### Protection
Pas de statut de protection particulier.